# 17000 Medvedev
17000 Medvedev este o planetă minoră (asteroid), cu un diametru de 3,789 km, din centura de asteroizi. A fost descoperită pe 10 februarie 1999 la Experimental Test Site⁠(d) de Lincoln Near-Earth Asteroid Research. 
Obiectul prezintă o orbită caracterizată de o semiaxă mare de 2,2037299 UAi, o excentricitate de 0,14, o înclinație de 5,35472 ° în raport cu ecliptica.